# Puck heter jag
Puck heter jag är en svensk komedifilm från 1951 i regi av Schamyl Bauman. I huvudrollerna ses Sickan Carlsson, Karl-Arne Holmsten, Naima Wifstrand och Marianne Löfgren.

## Handling
Sickan Carlsson spelar en ateljésömmerska som heter Puck. Hon träffar Roger, spelad av Karl-Arne Holmsten, som är doktorand och konstkritiker. Tycke uppstår, men Roger är redan förlovad med en annan kvinna.

## Om filmen
Filmen premiärvisades den 5 mars 1951 på biograf Royal i Stockholm. Den spelades in vid AB Sandrewateljéerna med exteriörscener från Stockholm och på restaurang Bellmansro av Hilding Bladh. Som förlaga har man Gunnar Widegrens roman Puck från 1939. Filmen har visats vid ett flertal tillfällen på TV3 samt SVT, bland annat i december 2018.

## Rollista i urval
- Sickan Carlsson –  Puck Andersson, anställd på modesalongen Atelier Monica
- Karl-Arne Holmsten –  Roger Lindman, doktorerande konstkritiker
- Naima Wifstrand –  änkefru Agneta Lindman, majorska på Eka gård, hans mor
- Marianne Löfgren –  Louise "Lullan" Haglund, konstnär
- Anne-Margrethe Björlin –  Elsa Ringschiöld, Rogers fästmö
- John Botvid –  Fredrik Göransson, vicevärd
- Jan Molander –  Stellan Nilsson-Brosk, leg. läkare
- Povel Ramel –  Malte "Pilo" Jonsson, musikalisk vän till Lullan
- Harriet Andersson –  Dockie, Pucks väninna på modesalongen
- Gösta Cederlund –  Karl-Gustaf Ringschiöld, godsägare, Elsas far
- Hilma Barcklind –  fru Ringschiöld, Elsas mor
- Britta Holmberg –  gatflicka
- Ludde Juberg –  Jansson, specerihandlare
- Josua Bengtson –  morbror Orvar, majorskans svåger
- Sonja Looft –  änkefru Lindmans syster, Orvars fru

## Musik
- I dag så har vi rätt att festa, kompositör och text Povel Ramel, framförs på piano och sång av Povel Ramel
- Varför småler Mona Lisa?, kompositör Jules Sylvain, text Gösta Rybrant, sång Sickan Carlsson
- Havet, vinden och stjärnorna, kompositör Jules Sylvain, text S.S. Wilson, framförs instrumentalt vid tre tillfällen
- Leve Lullan (Happy Birthday to You), kompositör Mildred J. Hill, specialtext för filmen Povel Ramel, sång Povel Ramel
- Den första gång jag såg dig, kompositör och text Birger Sjöberg, instrumental
- Klackarna i taket, kompositör och text Povel Ramel, framförs på piano och sång av Povel Ramel
- Resan till Paris, kompositör och text Stig Olin, sång Anders Börje, Sickan Carlsson och Marianne Löfgren
- tändchen/Serenad (Leise flehen meine Lieder), kompositör Franz Schubert, text Ludwig Rellstab, framförs instrumentalt på piano och violin
- Sirènes (Sirenenzauber), kompositör Émile Waldteufel, instrumental
- Den siste mohikanen, kompositör Jules Sylvain
- Silver Threads Among the Gold (Varför skola mänskor strida?), kompositör Harry Pease Danks engelsk text 1873 Eben E. Rexford svensk text Emil Norlander svensk textbearbetning 1915 Valdemar Dalquist, framförs på gitarr och sång av Naima Wifstrand
- Morena, kompositör Torv. Tobis
- Samling vid pumpen, kompositör och text Ulf Peder Olrog
- Med en enkel tulipan, kompositör Jules Sylvain, text Sven Paddock,  instrumental